# Квазиволновой вектор
Квазиволновой вектор — векторная величина, которая характеризует состояние частицы (или квазичастицы) в периодическом поле, например, в кристаллической решётке. Она играет ту же роль для частиц в периодических системах, что и волновой вектор в пространственно однородной среде. Квазиволновой вектор {\displaystyle {\vec {k}}} связан с квазиимпульсом частицы {\displaystyle {\vec {p}}}:
В пространственно периодических средах волновая функция является периодической:
где
- {\displaystyle {\vec {k}}} — квазиволновой вектор;
- {\displaystyle {\vec {a}}_{j}} — вектор трансляции решётки.

Пусть кристалл имеет форму параллелепипеда размером {\displaystyle N_{1}\times N_{2}\times N_{3}} атомов. Тогда если для n-го атома выполняются условия Борна — Кармана:
то из условия (*) получаем:
где
- {\displaystyle p_{j}} — целые числа.